# Hontanares (Ávila)
Hontanares es una localidad española, pedanía del municipio abulense de Arenas de San Pedro, en la comunidad autónoma de Castilla y León.

## Historia

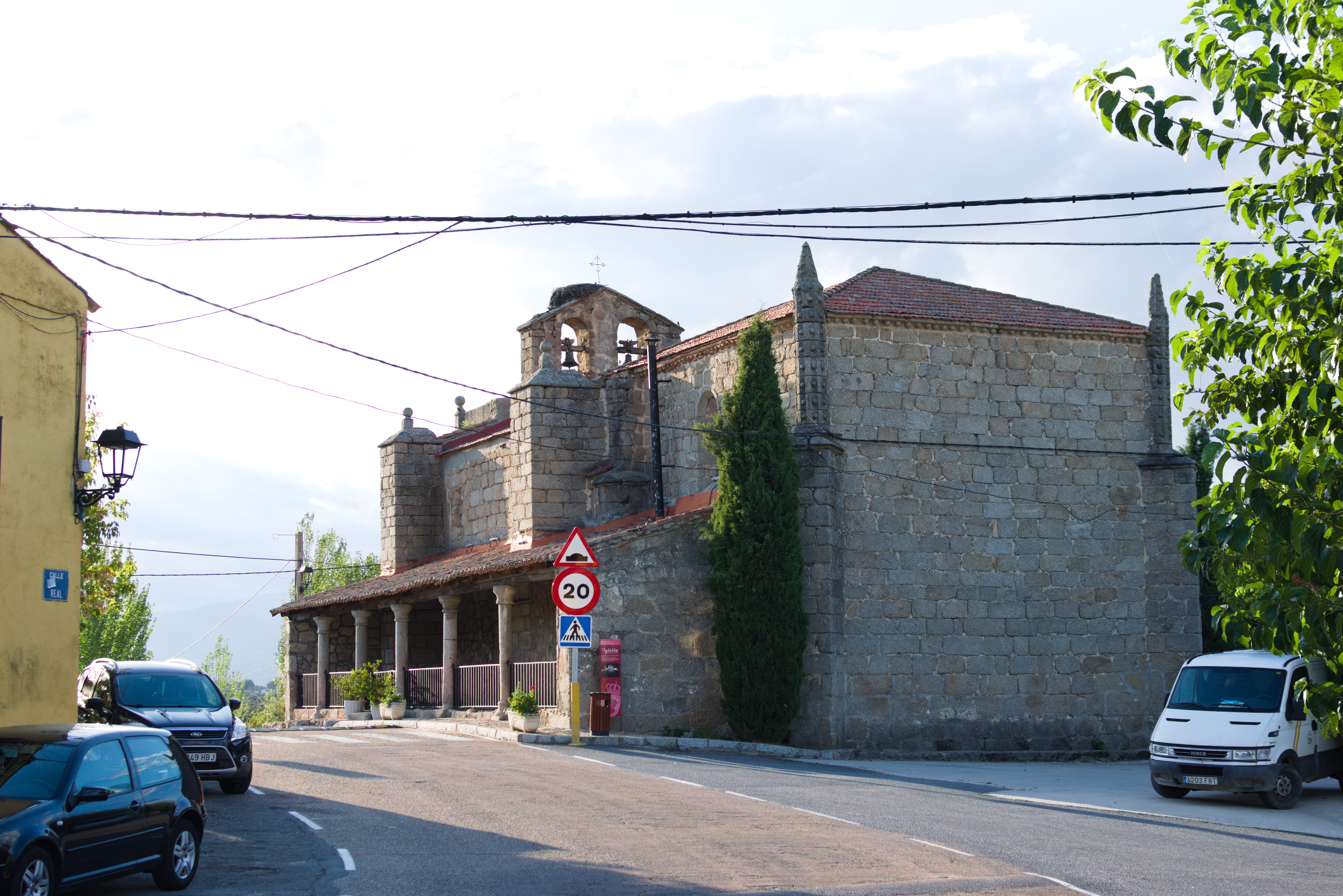
Iglesia parroquial de Hontanares

A mediados del siglo XIX, el lugar, por entonces cabeza de un municipio independiente, tenía una población de 60 habitantes. La localidad aparece descrita en el noveno volumen del Diccionario geográfico-estadístico-histórico de España y sus posesiones de Ultramar de Pascual Madoz de la siguiente manera:

HONTANARES: l. con ayunt. de la prov. y dióc. de Avila (11 leg.), part. jud. de Arenas de San Pedro (5), aud. terr. de Madrid (17), c. g. de Castilla la Vieja (Valladolid 48). sit. en terreno llano, al pie de las sierras de Navamorcuende, y á la der. de un arroyo del mismo nombre; le combaten todos los vientos y su clima es mal sano, efecto de varios pantanos que el enunciado arroyo forma contiguo á la pobl. Tiene 24 casas de mala construccion en lo general, casa de ayunt., y una igl. parr. (Smo. Cristo de la Luz), servida por un párroco, cuyo curato es de entrada y de provision ordinaria. El térm. confina N. Gavilanes y Mijares; E. Navamorcuende; S. Montesclaros, y O. Ramacastañas, se estiende desde 1/2 leg. á una y 1/4, y comprende varios huertos y prados de regular pasto: le atraviesa el r. Tietar: sobre el que se encuentra un buen puente de piedra de cantería labrada, con 5 ojos que facilita el paso al camino arrecife, que desde Avila va á Talavera de la Reina, y el arroyuelo Navamorcuende ya mencionado, de cuyas aguas se utilizan los vec. para sus usos y el de los ganados: y para regar los huertos. El terreno es de mediana calidad. caminos: los que dirigen á los pueblos limitrofies. prod.: trigo, cebada, centeno, lino, habas y otras legumbres; mantiene ganado lanar, cabrio y vacuno, y cria algo de caza. ind. y comercio: la agrícola, ganadería y esportacion de lo sobrante. pobl.: 17 vec., 60 alm. cap. prod.: 434,450 rs. imp. 47,378. ind. y fabril 1,700. contr.: 2,004 rs. con 5 mrs.
(Madoz, 1847, pp. 219-220)

## Romería del Cristo de la Luz

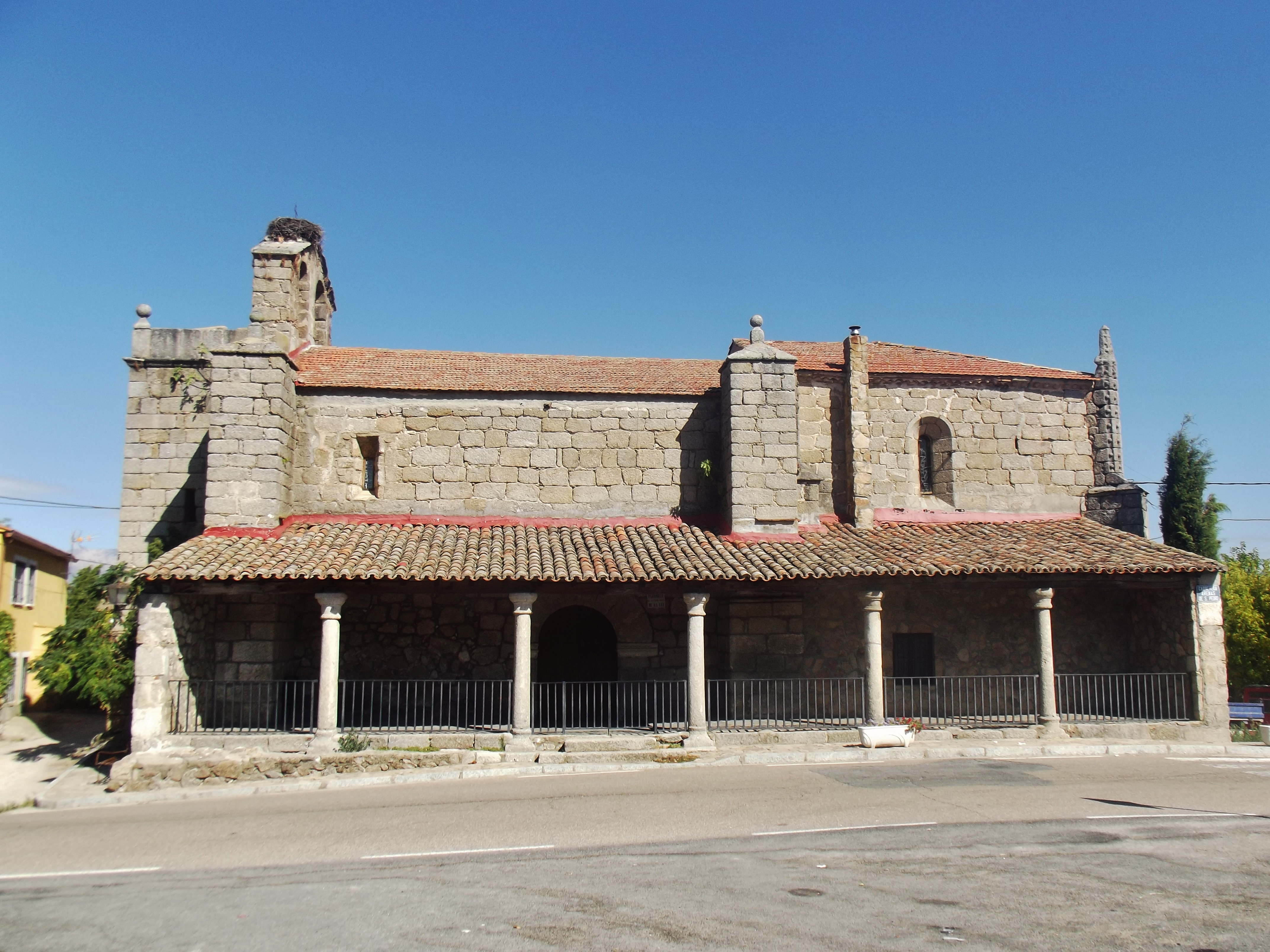
Iglesia de Hontanares

A finales de primavera, en una fecha determinada por la Semana Santa, es tradición la celebración de una romería —conocida popularmente como El Rocío de Castilla y León— que lleva a los fieles a caballo y a pie desde la iglesia de San Juan Bautista en Lanzahíta hasta la iglesia del Cristo de la Luz de Hontanares, cruzando el río Tiétar. Está declarada como de Interés Turístico Regional por la Junta de Castilla y León.

## Demografía
| Gráfica de evolución demográfica de Hontanares entre 2000 y 2012              |
|                                                                               |
| Población (2000-2012) según el nomenclátor de unidades poblacionales del INE. |